# KK MZT Skopje
El KK MZT Skopje Aerodrom (en macedonio: КК МЗТ Скопје Аеродром) es un equipo de baloncesto macedonio con sede en la ciudad de Skopje, que compite en la Prva Liga, la máxima competición de su país, en la ABA Liga y en la Eurocup, la segunda competición europea. Disputa sus partidos en el Jane Sandanski Arena, con capacidad para 6500 espectadores. El club pertenece al Municipio de Aerodrom. De 2012 a 2014 jugaron en el Centro Deportivo Boris Trajkovski.
Es uno de los clubes más laureados de Macedonia del Norte, ya que tiene 5 ligas (2012, 2013, 2014, 2015 y 2016) y 8 copas (1996, 1997, 1999, 2000, 2012, 2013, 2014 y 2016).

## Historia

### Inicios (1966-1990)
KK Skopje se formó en 1966 por un grupo de entusiastas encabezados por el primer presidente del club Mile Melovski. El interés en el baloncesto era alto, y aunque había cuatro clubes en Skopje, todavía había necesidad de más clubes. Esa es la razón de la aparición del nuevo KK Skopje.  Muchos jóvenes se unieron al club y se comenzó a entrenar en un campo abierto en Avtokomanda. La primera plantilla del equipo fue Trpezanovski, Atanasovski, Strezovski, Lazarevski y Domlevski, que también era el entrenador del equipo. En dos años, el club se convirtió en miembro de la liga de Macedonia del Norte. Mucha gente esperaba que KK Skopje bajara, pero el equipo luchó con fuerza y se convirtió en un miembro habitual en la liga.
En 1971 Uroš Maljković fue elegido para ser el nuevo presidente del club, y Boris Sokolovski fue el nuevo entrenador. Después de la reorganización de las ligas en Yugoslavia, KK Skopje ganó el derecho a jugar en la Segunda liga - Sur. En la primera temporada en esta liga KK Skopje terminó 7º. En la segunda temporada el equipo alcanzó el primer título de liga. El primer intento falló y tuvieron que abandonar el campo en Ivangrad. KK Skopje recibió una penalización de 8 puntos para la siguiente temporada.
KK Skopje bajó de nuevo a la liga regional y Taki Dzikov fue seleccionado para ser el primer entrenador. En 1979 el equipo terminó primero en la liga de Macedonia del Norte y logró clasificarse para la segunda liga de nuevo. Con este éxito la fábrica Metalski Zavod Tito or MZT comenzó a invertir en el Skopje KK. Slobodan Mucunski, uno de los principales líderes de MZT se convirtió en el presidente del KK Skopje. En 1984 MZT tomó completamente el club, la construcción del nuevo pabellón Jane Sandanski en Aerodrom. En 1986 KK Skopje, cambió su nombre a MZT Skopje y bajo las órdenes de Lazar Lečić, llegó a la Liga Yugoslava de Baloncesto, donde compitieron durante dos temporadas.
En el debut del equipo en la Liga Yugoslava de Baloncesto en la temporada 1986/1987, el MZT Skopje, dio una agradable sorpresa. Después de muchos años de dominio del Rabotnički, el equipo MZT subió a la cima del baloncesto de Macedonia del Norte - donde se mantiene hasta el momento. Con dos victorias en el derbi local que aseguraron su existencia, superaron a Rabotnički. En ese periodo, los jugadores más destacados fueron Vlatko Vladičevski con un promedio de 16,4 puntos, Vojislav Zivčević con 15,6 puntos y Darko Knežević con 14,5 puntos. También contribuyeron de manera significativa por los exjugadores de Partizan - Milán Medić y del Estrella Roja- Aleksandar Milivojša. En los cuartos final de la eliminatoria, como era de esperar, la Cibona tuvo menos problemas y fácilmente eliminó a MZT en dos partidos.

### La independencia de Macedonia (1991-2008)
MZT contra el Real Madrid en el Raimundo Saporta Copa en 1996
Después de la independencia de Macedonia, MZT Skopje se convirtió inmediatamente en uno de los principales clubes de baloncesto del país. A mediados de los años 90 MZT Skopje tuvo algunos buenos momentos en el ámbito europeo, siendo el más memorable el de la temporada 1996-97, cuando el equipo jugó en la Copa Saporta. En este período MZT Skopje luchó para obtener buenos resultados en Europa, dirigidos por el entrenador Aleksandar Knjazev. Venció a equipos como el Real Madrid, el Benfica o el Ratiopharm. MZT Skopje logró clasificarse para los 1/16 de final, sin perder un partido en el Jane Sandanski.
Marcos Dean
Esta fue la primera vez que Macedonia tenía un representante en los octavos de final. El sorteo llevó a MZT Skopje a jugar contra el FC Porto, jugando el primer partido en casa. La racha en casa continuó cuando MZT Skopje logró derrotar al FC Porto en el Jane Sandanski. Pero la victoria no fue suficiente, ya que el FC Porto ganó en su casa por un margen mayor, poniendo fin a la temporada europea del MZT Skopje. Sin embargo, esa temporada en la competición doméstica fue un fracaso, ya que fueron derrotados por el KK Žito Vardar en semifinales. En las siguientes temporadas MZT Skopje tuvo un papel marginal en las competiciones europeas, jugando contra equipos como el Žalgiris, el ASVEL, el Cholet, el Split y otros.
En la Liga de Macedonia, MZT Skopje tuvo varios intentos para conseguir el campeonato, jugando la final de los play-off seis veces, y aunque algunas veces el equipo era llamado el "equipo ideal", no pudieron ganar el trofeo en este periodo. Durante este par de temporadas muchos jugadores surgieron a través del MZT Skopje como Mirza Kurtović, Vrbica Stefanov, Todor Gečevski, Pero Blazevski, Gjorgji Knjazev, Gjorgje Vojnović, Slobodan Petrovski, Srdjan Stanković, Dejan Dimov, Riste Stefanov, y jugadores internacionales como Mark Dean, David Daniels, Lorenzo Orr, Frazier Johnson, Levy Middlebrooks, Bojan Tadic y Bryant Smith. A pesar de que no pudieron ganar el campeonato, en este período se ganaron 4 Copas de Macedonia (en 1996 contra el Rabotnički en el Gradski Park por 69-64, en 1997 contra el Tikveš Kavadarci en Radoviš por 92-86, en 1999 contra el Nikolfert Gostivar en el Jasmin Sports Hall por 78-73 y en el 2000 en el Jane Sandanski otra vez contra el Rabotnički por 68-66).

### Momentos de caída (2008-2011)

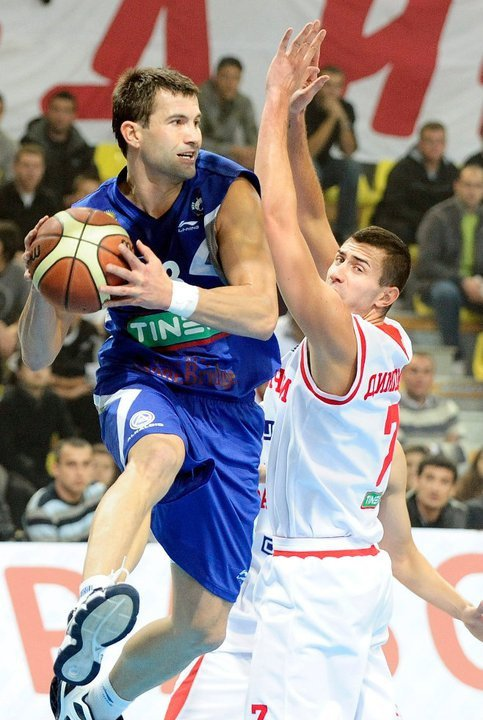
Toni Grnčarov en 2010

En 2008, después de muchos años de operaciones fallidas en la gestión del club, los aficionados decidieron iniciar un boicot con el fin de cambiar todo la directiva del MZT Aerodrom. Por último, en el verano de 2009 toda la directiva dejó el club, dejando muchas deudas atrás. Con poco menos de dos semanas para el inicio de la temporada, MZT Skopje no tenía ningún entrenador, ni jugadores, ni cantera, y lo que es peor, no tenía ningún tipo de patrocinador. Un día antes de la fecha límite para la inscripción de los equipos para el campeonato actual, el grupo de fanes de la familia Aerodrom organizó una marcha con el fin de salvar el club. Afortunadamente, esto produjo resultados, por lo que durante la primera temporada el club fue adquirido por el Municipio de Aerodrom. El club recibió jugadores aun diciéndoles que no había dinero. Debido a los problemas financieros del club, fue la peor temporada desde la independencia del país, por lo que KK MZT Aerodrom tuvo que jugar los play-out para asegurar su presencia en la liga. Afortunadamente, MZT se salvó, lo que significaba que vendrían tiempos mejores para el club. En la temporada siguiente, la 2010-11, el club consiguió patrocinadores sólidos, y hubo una reorganización completa de la directiva, la cantera se reactivó, ya que había estado inactiva durante ocho años. Todas las deudas se pagaron, y el equipo logró llegar a las semifinales de los playoffs y a la final de la Copa de Macedonia.

### Мomentos de gloria

#### La temporada más exitosa del club (2011-2012)

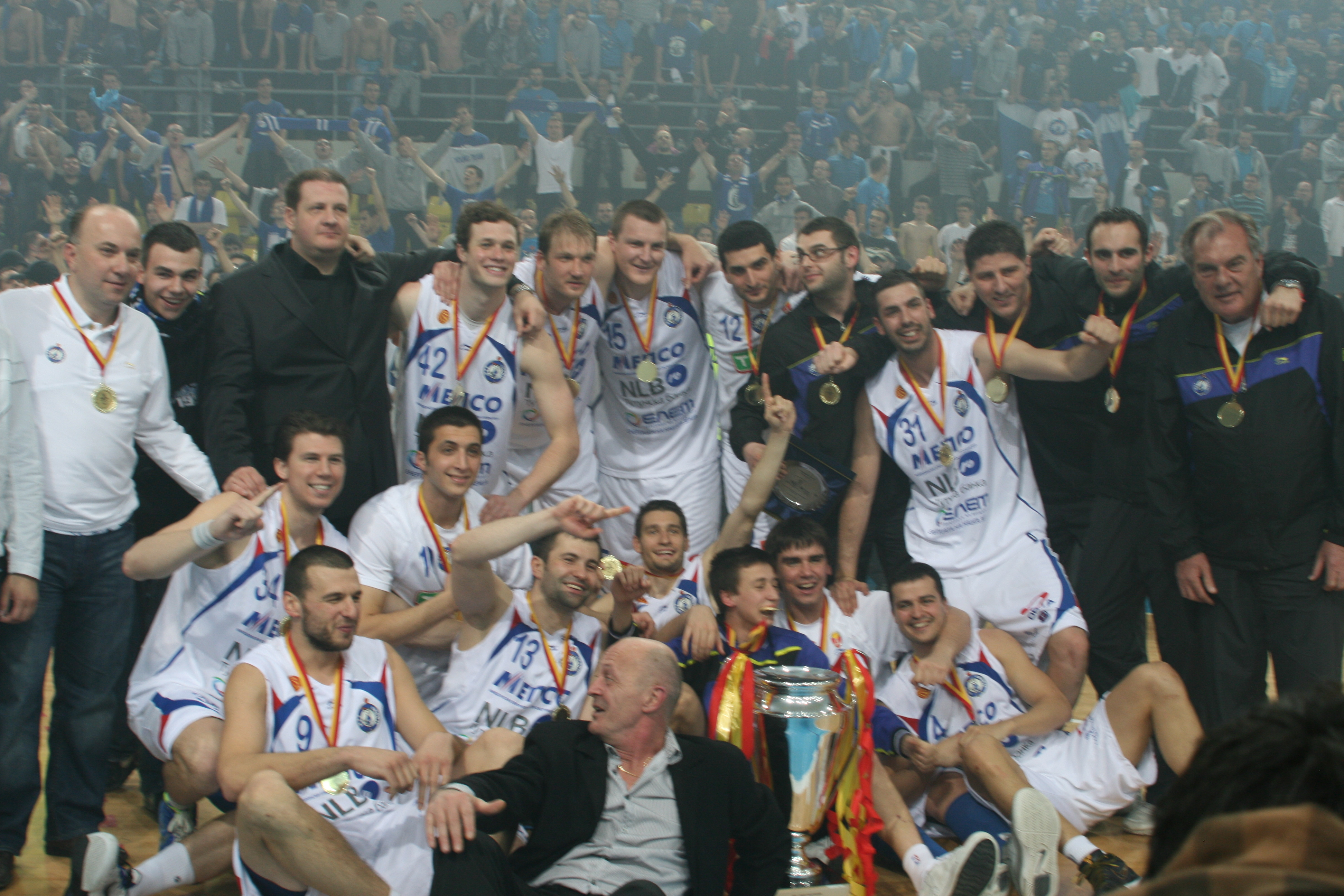
Campeones temporada 2011/2012

Después de toda la confusión y trastornos del pasado, después de mucho tiempo, KK MZT Skopje creó un equipo que se convirtió en uno de los favoritos para ganar el primer título desde su existencia. Antes del inicio de la temporada, se llegó a un acuerdo para la participación del club en la ABA Liga 2012-2013. Aleksandar Todorov, fue nombrado nuevo entrenador. Con resecto a la temporada pasada, el equipo ha fichado a Toni Grnčarov y Igor Penov, mientras que los nuevos jugadores que han jugado la primera copa tras la independencia del país fueron Ognen Stojanovski y Gjorgji Čekovski , así como los foráneos Cade Davis, Noah Dahlman y Igor Mijajlović. Hacia mediados de noviembre de 2012, llegó un gran refierzo al club, lo que significa que MZT era el máximo favorito para la copa - Todor Gečevski llegó a Aerodrom. En la fase regular del campeonato donde quedaron primeros, la lista se completó con la llegada de otro jugador de Montenegro, un jugador internacional como Nikola Vucurovic. El primer examen de este equipo fue la Copa de Macedonia, donde Feni cayó derrotado en la final en el Centro Deportivo Boris Trajkovski. El primer rival de play-offs fue un equipo difícil como era el Torus, que le puso las cosas complicadas a MZT para llegar a la final. En la final, MZT y Feni se volvieron a ver las caras. El resultado en las finales fue de 4-1, por lo que el equipo de Aerodrom se convirtió en campeón de Macedonia el 2 de mayo de 2012, por primera vez en su historia.

#### Hegemonía en competiciones domésticas, ABA Liga y Eurocup (2012-presente)
El debut del MZT Aerodrom en la ABA Liga 2012-2013 puede ser evaluado como un gran éxito. Antes del inicio de la temporada, el único objetivo del club había sido asegurar la supervivencia en la competición, pero a medida que avanzaba la temporada, MZT se hizo más fuerte, hasta el punto de llegar a la final-four de la ABA Liga. En su primer partido oficial en la Liga del Adriático, MZT ganó a la Cibona en Zagreb, que fue seguida de inmediato por su primera victoria oficial en casa sobre Široki Breg.
Aunque el club tenía uno de los presupuestos más bajos de la ABA Liga, MZT logró superar a equipos con presupuestos mucho más grandes, así como a los excampeones de Europa.
Los equipos a los que MZT ganó fueron: Cedevita, Cibona, Krka, Zadar, Široki Breg, Split, Szolnoki Olaj, Union Olimpija, siendo la guinda de esa temporada exitosa su último triunfo en casa sobre el Partizan. En la última ronda, MZT tuvo la oportunidad de clasificarse para la Eurocup. Para ello, era necesario para derrotar al Krka en Eslovenia y que Cedevita perdiera con el Široki Breg.
El campeón de Macedonia cumplió la tarea, pero la clasificación no dependía sólo de MZT, aunque finalmente MZT ocupó el séptimo lugar, con un resultado de 14 victorias y 12 derrotas, asegurando así su participación en la ABA Liga del siguiente año, también. En la liga de Macedonia, MZT seguía siendo dominador. En primer lugar, ganaron la Copa de Macedonia tras derrotar al Kumanovo en la final, mientras que en los playoff MZT Skopje no perdió ni un solo partido, derrotando al Feni en las semifinales por 3-0 y al  Kozuven las finales por 4-0.
La temporada 2013/2014 fue histórica para MZT, así como para el baloncesto de Macedonia del Norte. Después de un largo tiempo, Macedonia tenía un equipo en la Eurocup. El nuevo entrenador era Vlada Vukoičić, que reemplazó a Aleš Pipan, trajo algunos nuevos jugadores como: Stefan Sinovec, Uroš Lucic, Justin Reynolds y el internacional macedonio Aleksandar Kostoski, más el núcleo de las temporadas anteriores: Todor Gečevski, Gjorgji Čekovski, Damjan Stojanovski, Nikola Otasevic, Cade Davis, Kiril Nikolovski y Gorjan Markovski formaron un equipo que representó a Macedonia en Europa después de más de una década. La suerte no estuvo de lado del campeón macedonio durante el sorteo de la fase de grupos, ya que le emparejaron en el grupo con equipos como UNICS, Banvit, Maccabi Haifa, VEF Riga y BC Kalev/Cramo. Junto con el rendimiento en la Eurocup, MZT también jugó en la ABA Liga, por lo que tal vez las objetivos que se anunciaron a principios de la temporada no fueron los más indicados, ya que quedaron últimos de grupo con sólo una victoria ante el BC Kalev/Cramo en casa.

MZT en la fase de grupos de la Eurocup 2013-14

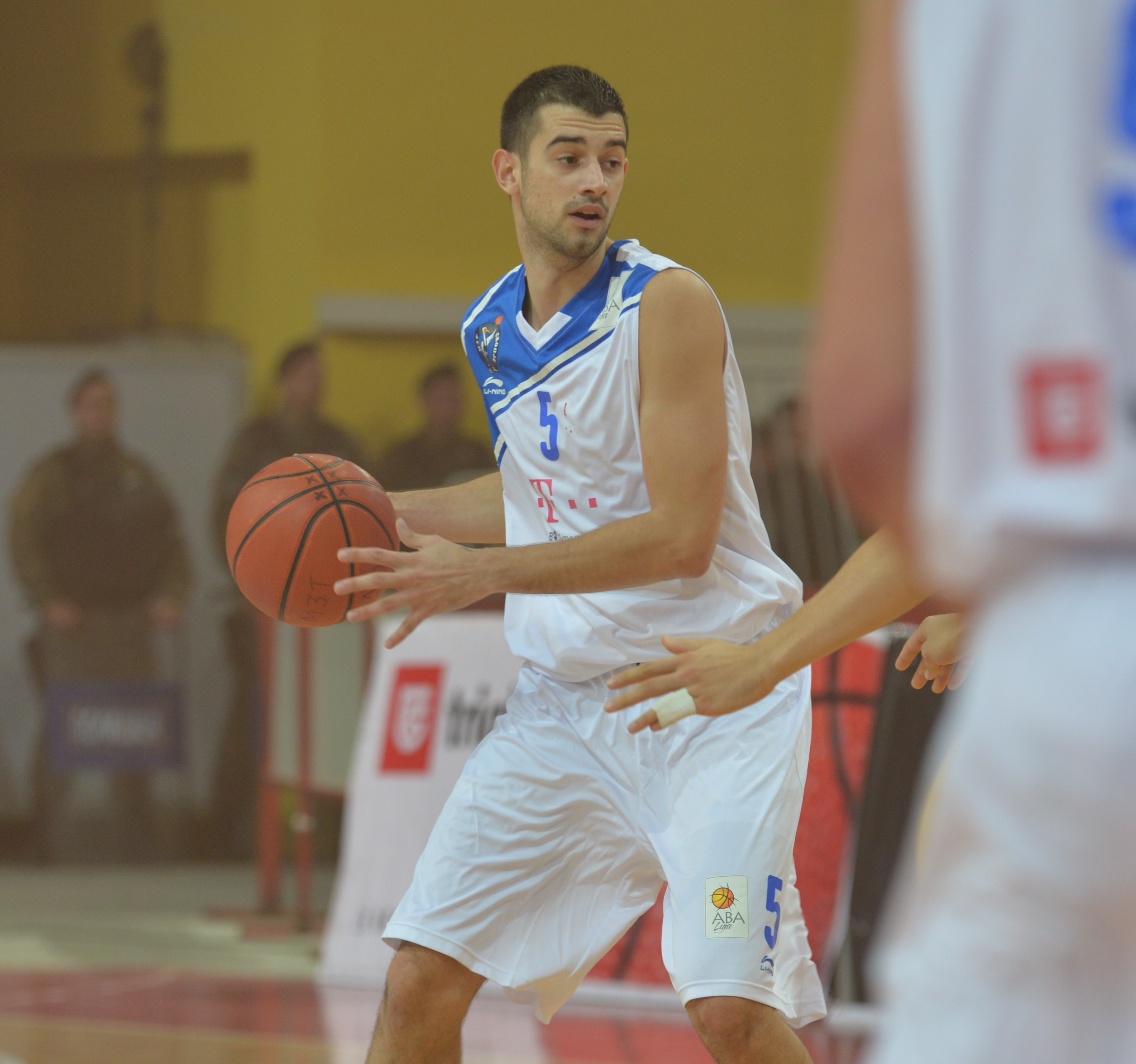
Stefan Sinovec

Con la finalización de los partidos en la Eurocup, MZT tenía más tiempo para el descanso para los partidos de la ABA Liga, y por lo tanto su posición en la tabla. El siguiente objetivo era lograr clasificarse para la Eurocup de la próxima temporada, quedando en el sexto lugar de la tabla. Para este fin, se designó un nuevo entrenador como fue Zoran Martić, y también ficharon a tres nuevos jugadores: Sead Sehovic, Aleksandar Cvetkovic y Ivan Marinković. Firmaron con el equipo a petición del nuevo entrenador Zoran Martić que aceptó ser entrenador del MZT en un momento caliente. Después de todo lo que sucedió durante la temporada, MZT tuvo la oportunidad de quedar en sexto lugar y decidir su propio destino en el último partido en casa contra el Radnicki Kragujevac. No pudieron quedar 6º, ya que perdieron contra el conjunto serbio y finalmente acabaron la temporada como 9º. El dominio del MZT en las competiciones nacionales continua. En febrero de 2014 ganaron la Copa Nacional de Macedonia, tras derrotar al Lirija en la final. Tras ello, MZT acumuló 10 victorias y ninguna derrota. Este hecho sólo confirmó que MZT tenía una gran ambición para ganar el campeonato. El oponente en semifinales fue de nuevo el Lirija al que derrotaron por 2-0. En la final MZT Skopje venció a su eterno rival, el Rabotnicki. La serie terminó con 3-1 a favor de los de Aerodrom, siendo este el tercer título de liga consecutivo conseguido por el club.
La temporada 2014/2015 fue la más turbulenta de la historia reciente de MZT. Abandonaron el club muchos jugadores que habían sido el eje del equipo durante las temporadas anteriores. Zmago Sagadin fue nombrado entrenador del equipo, diciendo rejuvenecer el equipo. Ficharon nuevos jugadores como - Milton Jennings, Jourdan DeMuynch, Marko Pajić, Giorgi Tsintsadze, Vedran Morovic, Marko Simonovski, Owen Klassen, Dion Dixon, Nenad Zivčević, Adem Mekic, aparte de jugadores de la temporada pasada como Uroš Lucic, Kiril Nikolovski, Boban Stajic, Aleksandar Cvetković y Ivan Marinkovic. La pretemporada y sobre todo el inicio de la temporada comenzaron de mala manera, lo que llevó a la destitución de Sagadin. Vrbica Stefanov fue nombrado su sucesor.
Mientras tanto, algunos jugadores regresaron al equipo - Damjan Stojanovski, Sead Sehovic y Stefan Sinovec que vino del Szolnoki Olaj, aunque abandonaron el club muchos de los jugadores recién llegados. Pero, Stefanov no se quedó durante mucho tiempo en el banquillo de MZT, y Bobi Mitev fue nombrado entrenador después de su salida. Los resultados no cambiaron, se produjo derrota tras derrota, e igual que sus predecesores, Mitev abandonó el club, y en su lugar llegó Aleksandar Jončevski que era el entrenador asistente del equipo. La eliminación en la Copa de Macedonia en semifinales por el Kozuv y el penúltimo lugar en la ABA Liga significó la renuncia de Jončevski. La salvación de la temporada fue encontrada en el exentrenador de MZT, Aleš Pipan , que era el quinto entrenador en la temporada. Fue fichado junto con los nuevos jugadores Predrag Samardžiski, Aleksandar Capin y Danilo Mijatovic, con el fin de salvar la temporada ganando el campeonato. En las semifinales, MZT eliminó a Feni Industries, y en la final venció por 3-0 al Kumanovo, continuando así su dominio en el campeonato doméstico con cuatro títulos consecutivos.
Después de terminar con éxito la liga doméstica en la final contra Kumanovo, Aleš Pipan fue designado como entrenador jefe de nuevo en la temporada 2015/2016. Al final de la temporada algunos jugadores abandonaron el club, por lo que se formó otra escuadra. La mayor parte de los principales jugadores del año anterior dejaron el club, por lo que se trajeron a jugadores como Đorđe Drenovac, Marko Ljubičić, Marko Luković, Duško Bunić, Nemanja Protić, Edi Sinadinović y Uroš Vasiljević, y también repitieron jugadores de la temporada anterior como el capitán Damjan Stojanovski, Marko Simonovski, Danilo Mijatovic, Gorjan Markovski, Ljubomir Mladenovski y Adem Mekic .
Después de algunas actuaciones discretas en la ABA Liga, Aleš Pipan se fue, y en su lugar llegó de nuevo Aleksandar Jončevski. Mientras tanto, uno de los jugadores nacionales, Marko Simonovski, abandonó el club debido a malentendidos con la dirección del club y también Edi Sinadinović fue puesto en libertad. El 15 de diciembre de 2015, Uroš Luković llegó a un acuerdo con MZT Skopje y tal vez esa fue la clave para el resto de la temporada. MZT terminó la temporada en la ABA Liga en 10.ª posición, por lo que las competiciones domésticas eran la única oportunidad para la salvación de la temporada. El primer examen de este equipo fue la Copa de Macedonia, donde derrotaron al Karpoš Sokoli en Gevgelija por 64-62. El MVP de la final de Copa fue Marko Luković. En las finales de los play-off, MZT Skopje y Kumanovo se volvieron a encontrar, repitiendo así la final del año pasado. En el primer partido de las finales, MZT perdió en el Jane Sandanski Arena contra Kumanovo y los jugadores tuvieron mucha presión para ganar el título. Pero debido a una gran actuación de la estrella del equipo y MVP de la temporada Damjan Stojanovski, el equipo de Aerodrom venció por 3-1, ganando la liga por quinta vez consecutiva.

## Nombres
- KK Skopje (1966–1984)
- KK MZT Skopje (1984–1998)
- KK MZT Boss Skopje (1998–2000)
- KK MZT Skopje 2000 (2000–2004)
- KK MZT Skopje (2004–2008)
- KK MZT FON Univerzitet (2008–2009)
- KK MZT Skopje Aerodrom (2009–presente)

Sin embargo, el club es más conocido bajo el nombre de KK MZT Skopje.

## Plantilla 2022-2023

### Movimientos de la plantilla 2016-2017

#### Altas
| Posición   | N.º | Jugador           | Equipo                             |
| ---------- | --- | ----------------- | ---------------------------------- |
| Escolta    |     | Marko Simonovski  | Kumanovo                           |
| Base       |     | - Charlon Kloof   | Auxilium Torino                    |
| Entrenador |     | Emil Rajković     | Śląsk Wrocław                      |
| Ala-Pívot  |     | Uroš Lučić        | CSM Oradea                         |
| Pívot      |     | Josh Scott        | Colorado Buffaloes                 |
| Ala-Pívot  |     | Jeremiah Massey   | Libertad de Sunchales (baloncesto) |
| Pívot      |     | Jure Lalić        | KK Krka Novo Mesto                 |
| Base       |     | Xavier Thames     | Fort Wayne Mad Ants                |
| Base       |     | Andrej Cvetkovski | KK Rabotnički                      |

#### Bajas
| Posición  | N.º | Jugador            | Equipo                           |
| --------- | --- | ------------------ | -------------------------------- |
| Escolta   | 19  | Damjan Stojanovski | Sin equipo                       |
| Ala-Pívot | 33  | Marko Luković      | Krka Novo Mesto                  |
| Escolta   | 7   | Gorjan Markovski   | Feni Industries                  |
| Ala-Pívot | 22  | Danilo Mijatović   | CS Dinamo București (baloncesto) |
| Base      | 5   | Marko Ljubičić     | Sin equipo                       |
| Base      | 4   | Nemanja Protić     | Sin equipo                       |
| Pívot     | 55  | Uroš Luković       | KK Partizan                      |
| Base      | 10  | C.J. Carter        | Sin equipo                       |
| Pívot     | 14  | Duško Bunić        | Sin equipo                       |
| Alero     | 9   | Uroš Vasiljević    | Sin equipo                       |

## MZT Aerodrom en competiciones europeas
Copa Korać 1993/1994
| 1ª ronda | BK JIP Pardubice    | MZT Skopje Aerodrom | 97-82 | 111-81 |  |
| 2ª ronda | MZT Skopje Aerodrom | Ratiopharm Ulm      | 75-78 | 85-70  |  |

Copa Saporta 1994/1995
| 1ª ronda | BC Baltai | MZT Skopje Aerodrom | 60-44 | 80-74 |  |

Copa Korać 1995/1996
| 1ª ronda | Zagreb              | MZT Skopje Aerodrom | 94-80 | 81-64 |  |
| 2ª ronda | MZT Skopje Aerodrom | Arsenal Tula        | 91-78 | 94-70 |  |

Copa Saporta 1996/1997
| Fase de grupos | Real Madrid         | MZT Skopje Aerodrom | 92-65  | 69-68 |  |
| Fase de grupos | Plama Pleven        | MZT Skopje Aerodrom | 103-94 | 91-68 |  |
| Fase de grupos | MZT Skopje Aerodrom | Ratiopharm Ulm      | 92-89  | 94-73 |  |
| Fase de grupos | MZT Skopje Aerodrom | Hapoel Galil Elyon  | 65-55  | 95-79 |  |
| Fase de grupos | Benfica             | MZT Skopje Aerodrom | 77-75  | 75-73 |  |
| Last 32        | MZT Skopje Aerodrom | BC Porto            | 73-69  | 80-74 |  |

Copa Saporta 1997/1998
| Fase de grupos | Znicz Pruszków      | MZT Skopje Aerodrom | 110-64 | 79-85 |
| Fase de grupos | MZT Skopje Aerodrom | BC Tallinna Kalev   | 81-90  | 77-54 |
| Fase de grupos | ASVEL Villeurbanne  | MZT Skopje Aerodrom | 68-48  | 53-58 |
| Fase de grupos | MZT Skopje Aerodrom | Zalgiris Kaunas     | 93-95  | 97-49 |
| Fase de grupos | Zagreb              | MZT Skopje Aerodrom | 77-61  | 52-71 |

Copa Saporta 1998/1999
| Fase de grupos | Cholet Basket       | MZT Skopje Aerodrom  | 90-61 | 71-86  |
| Fase de grupos | MZT Skopje Aerodrom | Slovakofarma Pezinok | 84-76 | 75-60  |
| Fase de grupos | Türk Telekom B.K.   | MZT Skopje Aerodrom  | 75-57 | 73-81  |
| Fase de grupos | MZT Skopje Aerodrom | Split                | 71-69 | 85-74  |
| Fase de grupos | Geofin Nový Jičín   | MZT Skopje Aerodrom  | 94-87 | 100-74 |

Copa Korać 2000/2001
| 1ª ronda | Vojvodina | MZT Skopje Aerodrom | 93-85 | 78-81 |  |

Eurocup 2013-14
| Fase de grupos | UNICS Kazan         | MZT Skopje Aerodrom | 85-61 | 62-88 |
| Fase de grupos | MZT Skopje Aerodrom | VEF Riga            | 70-77 | 80-71 |
| Fase de grupos | Maccabi Haifa       | MZT Skopje Aerodrom | 79-60 | 83-86 |
| Fase de grupos | MZT Skopje Aerodrom | Kalev Cramo         | 79-70 | 84-69 |
| Fase de grupos | Banvit              | MZT Skopje Aerodrom | 85-61 | 68-86 |

Eurocup 2016-17
| Fase de grupos | Unicaja Málaga         | MZT Skopje Aerodrom | - | - |
| Fase de grupos | MZT Skopje Aerodrom    | UCAM Murcia         | - | - |
| Fase de grupos | Bayern Munich          | MZT Skopje Aerodrom | - | - |
| Fase de grupos | MZT Skopje Aerodrom    | Budućnost VOLI      | - | - |
| Fase de grupos | Zenit Saint Petersburg | MZT Skopje Aerodrom | - | - |

## MZT Skopje en la ABA Liga
| Equipo              | 2012/2013     | 2013/2014      | 2014/2015      | 2015/2016     | 2016/2017    |
| Budućnost           | 69-76 / 81-71 | 78-71 / 87-79  | 65-81 / 96-69  | 68-72 / 65-55 |              |
| Cedevita            | 74-61 / 78-80 | 75-81 / 77-67  | 61-76 / 81-70  | 65-70 / 89-64 |              |
| Cibona              | 82-76 / 72-77 | 88-93 / 93-90  | 78-65 / 70-61  | 69-68 / 68-62 |              |
| Crvena Zvezda       | 60-75 / 87-72 | 65-58 / 87-77  | 76-79 / 89-56  | 66-71 / 92-79 |              |
| FMP                 | No participó  | No participó   | No participó   | No participó  |              |
| Igokea              | 77-81 / 79-55 | 90-82 / 65-79  | 76-80 / 61-76  | 75-70 / 70-86 |              |
| Karpoš Sokoli       | No participó  | No participó   | No participó   | No participó  |              |
| Krka                | 92-88 / 68-80 | 80-75 / 73-50  | 60-72 / 85-52  | 69-67 / 72-68 |              |
| Levski              | No participó  | No participó   | 72-61 / 91-90  | No participó  | No participó |
| Mega Leks           | No participó  | 80-72 / 101-82 | 84-79 / 103-95 | 76-77 / 82-70 |              |
| Metalac Valjevo     | No participó  | No participó   | 58-64 / 69-67  | 93-67 / 68-77 | No participó |
| Mornar Bar          | No participó  | No participó   | No participó   | No participó  |              |
| Partizan            | 66-64 / 68-58 | 69-70 / 66-73  | 55-63 / 65-50  | 82-78 / 72-69 |              |
| Radnički Kragujevac | 75-83 / 89-83 | 87-95 / 69-79  | No participó   | No participó  | No participó |
| Split               | 73-65 / 93-84 | No participó   | No participó   | No participó  | No participó |
| Sutjeska            | No participó  | No participó   | No participó   | 71-75 / 68-77 | No participó |
| Szolnoki Olaj       | 87-53 / 81-72 | 73-63 / 81-69  | 74-58 / 73-76  | No participó  | No participó |
| Tajfun              | No participó  | No participó   | No participó   | 77-70 / 68-62 | No participó |
| Široki              | 63-59 / 71-72 | 82-71 / 67-63  | No participó   | No participó  | No participó |
| Union Olimpija      | 76-87 / 60-64 | 79-60 / 73-62  | 57-76 / 69-56  | 81-62 / 91-76 | No participó |
| Zadar               | 94-69 / 68-76 | 78-69 / 72-70  | 72-58 / 74-69  | 60-72 / 84-72 |              |
| Posición            | 7º            | 9º             | 13º            | 10º           |              |
| Resultado           | (14-12)       | (12-14)        | (7-19)         | (10-16)       |              |

## Temporadas
| Temporada | Prva Liga            | Copa de Macedonia | Competición Europea                   | Entrenador                                                               | Plantilla |
| --------- | -------------------- | ----------------- | ------------------------------------- | ------------------------------------------------------------------------ | --- |
| 1993–94   | Semifinales          | Final             | Copa Korać (Ronda Preliminar)         | Ante Dukovski                                                            | Vrbica Stefanov, Igor Mihajlovski, Slobodan Mitić, Milan Medić, Slobodan Petrovski, Goce Andrevski, Darko Zdravkovski, Mirza Kurtović, Toni Simić, Saša Stanković |
| 1994–95   | Semifinales          | Final             | Copa Saporta (Ronda Preliminar)       | Miodrag Baletić                                                          | Vrbica Stefanov, Scott Alan Kramer, Vlatko Vladičevski, Marjan Srbinovski, Igor Mihajlovski, Slobodan Mitić, Milan Medić, Risto Janevski, Darko Zdravkovski, Mirza Kurtović, Toni Simić |
| 1995–96   | Final                | Campeón           | Copa Korać (Ronda Preliminar)         | Lazar Lečić                                                              | Vrbica Stefanov, Rodney Files, Vlatko Vladičevski, Pero Blaževski, Marjan Srbinovski, Mirza Kurtović, Toni Simić, Igor Mihajlovski, Dejan Dimov, Mark Dean, Antonio Minevski, Krste Serafimovski |
| 1996–97   | Semifinales          | Campeón           | Copa Saporta (Last 32)                | Aleksandar Knjazev                                                       | Vrbica Stefanov, Mirza Kurtović, Toni Simić, Gjorgji Knjazev, Pero Blaževski, Mark Dean, Slobodan Petrovski, Igor Mihajlovski, Dejan Dimov, Antonio Minevski, Denis Dervišević, Boris Nešović |
| 1997–98   | Final                | Semifinales       | Copa Saporta (Fase de grupo)          | Janko Lukovski Vasil Kafedžiski                                          | Vrbica Stefanov, Mirza Kurtović, Toni Simić, Bojan Tadić, Dejan Dimov, Slobodan Petrovski, Nikolče Petrušev, Borče Domlevski, Bryant Smith, Nenad Radovski, Denis Dervišević (se fue durante la temporada: Oleg Lebedev, Čedomir Mudreša) |
| 1998–99   | Final                | Campeón           | Copa Saporta (Fase de grupo)          | Dražen Dalipagić Aleksandar Knjazev                                      | Gjorgje Vojnović, Gjorgji Knjazev, Mirza Kurtović, Pero Blaževski, Ivica Blagojević, Srdjan Stanković, Dejan Jovanovski, Dejan Dimov, Frazier Johnson, Levy Middlebrooks, Muhamed Tači, Goran Mirčić (se fue durante la temporada: Ivica Mavrenski, Nikola Milatović) |
| 1999–00   | Semifinales          | Campeón           | DNC                                   | Mitko Lukovski                                                           | Gjorgje Vojnović, Gjorgji Knjazev, Dimče Gaštarski, Ivan Gjaković, Ivica Blagojević, Srdjan Stanković, Toni Grnčarov, Nenad Nešović, Risto Nikolov, Erdjan Prešova, Dimitar Simovski |
| 2000–01   | Final                | Semifinales       | Copa Korać (Ida)                      | Aleksandar Todorov Marin Dokuzovski                                      | Gjorgje Vojnović, Todor Gečevski, Riste Stefanov, Zlatko Gocevski, Muamer Taletović, Dimče Gaštarski, Mladen Gjuroski, Toni Grnčarov, David Daniels, Dejan Dimov, Marjan Srbinovski, Lorenzo Orr, Srdjan Stanković, Siniša Avramovski, Stojan Madzunkov, Darko Stanimirović, Gjorgji Talevski |
| 2001–02   | 6º (12-15)           | Semifinales       | DNC                                   | Aleksandar Petrović                                                      | Gjorgje Vojnović, David Daniels, Dejan Dimov , Zlatko Gocevski, Enes Hadžibulić, Marjan Ilievski, Fore Kalpakov, Vojkan Krgović, Nikolče Petrušev, Siniša Avramovski, Zlatko Popovski, Mark Thomas |
| 2002–03   | Semifinales          | Final             | DNC                                   | Aleksandar Petrović                                                      | Gjorgje Vojnović, Dimče Gaštarski, Dejan Dimov , Jovan Zdravevski, Dimitar Karadzovski, Dragan Milenkovič, Siniša Avramovski, Igor Trajkovski, Borče Domlevski, Ivan Mašović |
| 2003–04   | Final                | Semifinales       | DNC                                   | Aleksandar Petrović                                                      | Gjorgje Vojnović, Gjorgji Knjazev , Gjorgji Talevski, Emil Rajković, Dimče Gaštarski, Dejan Dimov , Jovan Zdravevski, Boris Nešović, Dimitar Karadzovski, Dragan Milenkovič, Tomče Dišliev, Stojan Madzunkov, Todor Kocev |
| 2004–05   | Semifinales          | Semifinales       | DNC                                   | Aleksandar Petrović                                                      | Jane Petrovski, Gjorgji Knjazev , Gjorgji Talevski, Nikola Karakolev, Dimče Gaštarski, Miroslav Despotović , Igor Penov, Dimitar Karadzovski, Aleksandar Sovkovski, Kiril Nikolovski, Slobodančo Hadzivasilev |
| 2005–06   | Semifinales          | 1/4 de final      | DNC                                   | Aleksandar Petrović                                                      | Jane Petrovski, Dragan Milenkovič , Gjorgji Talevski, Nikola Karakolev, Dimče Gaštarski, Miroslav Despotović , Igor Penov, Aleksandar Šterjov, Mladen Gjuroski, Aleksandar Antić, Erhan Ramadan |
| 2006–07   | 5º (13-13)           | 1/4 de final      | DNC                                   | Aleksandar Petrović                                                      | Jane Petrovski, Dragan Milenkovič , Nikola Karakolev, Darko Radulović, Dimče Gaštarski, Miroslav Despotović , Igor Penov, Igor Trajkovski, Aleksandar Šterjov, Darjan Hristov, Kiril Nikolovski |
| 2007–08   | Semifinales          | Semifinales       | DNC                                   | Aleksandar Todorov, Marjan Lazovski                                      | Jane Petrovski, Dragan Milenkovič, Daryll Hill, Srdjan Živković, Slobodan Agoč, Kiril Nikolovski, Aleksandar Šterjov, Bojan Nikolovski, Muhamed Tači, Daniel Milanovski, Filip Gjorevski, (se fue durante la temporada: Edmond Azemi, Florijan Miftari, Nathan Ball, John Smith) |
| 2008–09   | Semifinales          | 1/4 de final      | DNC                                   | Aleksandar Petrović Bobi Mitev                                           | Pero Blaževski, Darko Sokolov, Nikola Radojičić, Darko Radulović, Miloš Trailović, Srdjan Stanković, Milorad Damjanac, Filip Kralevski, Siniša Avramovski, Filip Gjorevski, (se fue durante la temporada: Angel Tasevski, Aleksandar Held, Miloš Pejanović) |
| 2009–10   | Play-out de descenso | 1/4 de final      | DNC                                   | Ante Dukovski                                                            | Miloš Pejanović, Vladimir Georgievski, Gjorgji Talevski, Bogdan Vukadinović, Igor Trajkovski, Nemanja Stanković, Vladan Virijević, Filip Gjorevski, Tomce Dišliev, Tošo Pavlov, (se fue durante la temporada: Edi Sinadinović, Zoran Milović, Aleksandar Sovkovski, Muhamed Tači, Erhan Ramadan, Miloš Nišavić, Igor Tadić, Mladen Gjuroski                                                                 |
| 2010–11   | Semifinales          | Final             | DNC                                   | Aleksandar Petrović Peca Jačimović Budimir Jolović Igor Gacov            | Jane Petrovski, Toni Grnčarov, Nenad Zivčević, Miljan Pupović, Petar Naumoski, Vladimir Veličković, Darnell Lindsay, Zlatko Gocevski, Igor Penov, Kiril Nikolovski, Siniša Avramovski, Gjorgji Kočov, (se fue durante la temporada: Jovan Teodosić, Vladimir Georgievski, Gjorgji Talevski, Igor Trajkovski, Filip Gjorevski)                                                                               |
| 2011–12   | Campeón              | Campeón           | DNC                                   | Aleksandar Todorov                                                       | Todor Gečevski, Gjorgji Čekovski, Ognen Stojanovski, Toni Grnčarov, Cade Davis, Igor Mijajlović, Noah Dahlman, Nikola Vučurović, Igor Penov, Nikola Gajdadziev, Aleksandar Šterjov, Gjorgji Kočov (se fue durante la temporada: Riste Stefanov, Chris Grimm, Marjan Janevski, Marcus Kitts) |
| 2012–13   | Campeón              | Campeón           | ABA Liga (7º)                         | Aleksandar Todorov Aleš Pipan                                            | Todor Gečevski, Gjorgji Čekovski, Damjan Stojanovski, Ognen Stojanovski, Nikola Otašević, Cade Davis, Noah Dahlman, Kiril Nikolovski, Boris Bakić, Gorjan Markovski, Eftim Bogoev, (se fue durante la temporada: Toni Grnčarov, Igor Mijajlović, Uroš Nikolić, Stefan Popovski-Turanjanin) |
| 2013–14   | Campeón              | Campeón           | ABA Liga (9º) Eurocup (Fase de grupo) | Vlada Vukoičić Zoran Martić                                              | Todor Gečevski, Gjorgji Čekovski, Damjan Stojanovski, Aleksandar Kostoski, Nikola Otašević, Cade Davis, Stefan Sinovec, Sead Šehović, Uroš Lučić, Kiril Nikolovski, Ivan Marinković, Aleksandar Cvetković, Gorjan Markovski, Ognen Stojanovski, Ljubomir Mladenovski, Boban Stajić, (se fue durante la temporada: Justin Reynolds, Carl Jones)                                                              |
| 2014–15   | Campeón              | Semifinales       | ABA Liga (13º)                        | Zmago Sagadin Vrbica Stefanov Bobi Mitev Aleksandar Jončevski Aleš Pipan | Aleksandar Ćapin, Predrag Samardziski, Marko Simonovski, Stefan Sinovec, Aleksandar Cvetković, Damjan Stojanovski, Uroš Lučić, Kiril Nikolovski, Sead Šehović, Danilo Mijatović, Ljubomir Mladenovski, Boban Stajić, Adem Mekić, (se fue durante la temporada:Jourdan DeMuynck, Milton Jennings, Ivan Marinković, Giorgi Tsintsadze, Vedran Morović, Owen Klassen, Dion Dixon, Nenad Zivčević, Marko Pajić) |
| 2015–16   | Campeón              | Campeón           | ABA Liga (10º)                        | Aleš Pipan Aleksandar Jončevski                                          | Damjan Stojanovski, Marko Ljubičić, Đorđe Drenovac, Marko Luković, Uroš Luković, Nemanja Protić, Danilo Mijatović, Duško Bunić, Gorjan Markovski, Ljubomir Mladenovski, Adem Mekić, Uroš Vasiljević, C.J. Carter, (se fue durante la temporada:Marko Simonovski, Edi Sinadinović) |

## Palmarés
| Título                                      | Título     | No.   | Años                                                                   |       |       |
| Ligas                                       | Ligas      | Ligas | Ligas                                                                  | Ligas | Ligas |
| ------------------------------------------- | ---------- | ----- | ---------------------------------------------------------------------- | ----- | ----- |
| Liga de la República de Macedonia del Norte | Campeones  | 6     | 1970, 1971, 1972, 1973, 1974, 1979                                     |       |       |
| Prva Liga                                   | Campeones  | 5     | 2012, 2013, 2014, 2015, 2016                                           |       |       |
| Prva Liga                                   | Finalistas | 11    | 1993, 1996, 1998, 1999, 2001, 2004, 2012, 2013, 2014, 2015, 2016       |       |       |
| Copas                                       |            |       |                                                                        |       |       |
| Copa de baloncesto de Macedonia del Norte   | Campeones  | 8     | 1996, 1997, 1999, 2000, 2012, 2013, 2014, 2016                         |       |       |
| Copa de baloncesto de Macedonia del Norte   | Finalistas | 12    | 1994, 1995, 1996, 1997, 1999, 2000, 2003, 2011, 2012, 2013, 2014. 2016 |       |       |
| Supercopa de Macedonia del Norte            | Campeones  | 2     | 2004, 2015                                                             |       |       |
| Supercopa de Macedonia del Norte            | Finalistas | 1     | 2000                                                                   |       |       |

## Finales

### Prva Liga
| Temporada | Campeón             | Subcampeón    | Resultado          | MVP                             |
| --------- | ------------------- | ------------- | ------------------ | ------------------------------- |
| 2011/12   | MZT Skopje Aerodrom | Feni Industri | 4-1 (a 7 partidos) | Todor Gečevski                  |
| 2012/13   | MZT Skopje Aerodrom | Kožuv         | 4-0 (a 7 partidos) | Gjorgji Čekovski                |
| 2013/14   | MZT Skopje Aerodrom | Rabotnički    | 3-1 (a 5 partidos) | Damjan Stojanovski              |
| 2014/15   | MZT Skopje Aerodrom | Kumanovo      | 3-0 (a 5 partidos) | Marko Simonovski / Sead Šehović |
| 2015/16   | MZT Skopje Aerodrom | Kumanovo      | 3-1 (a 5 partidos) | Damjan Stojanovski              |

### Copa de Macedonia
| Temporada | Campeón             | Subcampeón         | Resultado | MVP                | Ciudad Anfitriona |
| --------- | ------------------- | ------------------ | --------- | ------------------ | ----------------- |
| 1996      | MZT Skopje Aerodrom | Godel Rabotnički   | 69-64     | Vlatko Vladičevski | Skopje            |
| 1997      | MZT Skopje Aerodrom | Tikveš Kavadarci   | 92-86     | Toni Simić         | Radoviš           |
| 1999      | MZT Skopje Aerodrom | Nikolfert Gostivar | 78-73     | Mirza Kurtović     | Kavadarci         |
| 2000      | MZT Skopje Aerodrom | Rabotnički         | 68-66     | Gjorgji Knjazev    | Skopje            |
| 2012      | MZT Skopje Aerodrom | Feni Industri      | 84-66     | Todor Gečevski     | Skopje            |
| 2013      | MZT Skopje Aerodrom | Kumanovo           | 79-71     | Damjan Stojanovski | Skopje            |
| 2014      | MZT Skopje Aerodrom | Lirija             | 76-73     | Todor Gečevski     | Ohrid             |
| 2016      | MZT Skopje Aerodrom | Karpoš Sokoli      | 68-62     | Marko Luković      | Gevgelija         |

### Supercopa de Macedonia
| Temporada | Campeón             | Subcampeón | Resultado | MVP                | Ciudad Anfitriona |
| --------- | ------------------- | ---------- | --------- | ------------------ | ----------------- |
| 2003      | MZT Skopje Aerodrom | Rabotnički | 77-75     | Gjorgje Vojnović   | Skopje            |
| 2015      | MZT Skopje Aerodrom | Rabotnički | 81-62     | Dimitar Mirakovski | Ohrid             |

## Jugadores destacados
| - Mark Dean - Igor Tadić - Muamer Taletović - David Daniels (baloncestista nacido en 1971) - Owen Klassen - Jure Lalić - Vedran Morović - Damir Voloder - Giorgi Tsintsadze - Goce Andrevski - Siniša Avramovski - Ivica Blagojević - Pero Blaževski - Gjorgji Čekovski - Dejan Dimov - Borče Domlevski - Ante Dukovski - Dimče Gaštarski - Todor Gečevski - Vladimir Georgievski - Stevan Gešovski - Toni Grnčarov - Risto Janevski - Vasil Kafedžiski - Trajko Kiridžievski - Gjorgji Kočov - Aleksandar Kostoski - Gjorgji Knjazev - Mirza Kurtović - Marjan Lazovski - Gorjan Markovski - Adem Mekić - Igor Mihajlovski - Dragan Milenkovič - Antonio Minevski - Ljubomir Mladenovski - Pero Nastev - Boris Nešović - Kiril Nikolovski - Igor Penov - Jane Petrovski - Slobodan Petrovski - Nikolče Petrušev - Predrag Samardžiski - Marko Simonovski - Aleksandar Sovkovski - Boban Stajić - Srdjan Stanković - Vrbica Stefanov - Damjan Stojanovski - Ognen Stojanovski - Gjorgji Talevski | - Vlatko Vladičevski - Gjorgje Vojnović - Darko Zdravkovski - Vojislav Zivčević - Boris Bakić - Nikola Milatović - Čedomir Mudreša - Darko Radunović - Nikola Vučurović - Marko Pajić - Oleg Lebedev - Slobodan Agoč - Duško Bunić - Aleksandar Cvetković - Milorad Damjanac - Branislav Đekić - Igor Djukovic - Đorđe Drenovac - Ivan Gjaković - Aleksandar Held - Vojkan Krgović - Marko Ljubičić - Uroš Lučić - Marko Luković - Uroš Luković - Ivica Mavrenski - Igor Mijajlović - Danilo Mijatović - Uroš Nikolić - Milos Nisavic - Nikola Otašević - Miloš Pejanović - Nemanja Protić - Miljan Pupović - Nikola Radojičić - Nenad Radovski - Edi Sinadinović - Stefan Sinovec - Nemanja Stanković - Saša Stanković - Bojan Tadić - Jovan Teodosić - Vladimir Veličković - Bogdan Vukadinovic - Srdjan Živković - Nathan Ball - C.J. Carter - Noah Dahlman - Cade Davis - Dion Dixon | - Christopher Grimm - Darryl Hill - Milton Jennings - Frazier Johnson - Carl Jones - Reggie Keely - Marcus Kitts - Scott Alan Kramer - Darnell Lindsay - Levy Middlebrooks - Lorenzo Orr - Smush Parker - Justin Reynolds - Kurtis Rice - Josh Scott - Bryant Smith - John Francis Smith - Mark Thomas - Sveto Antić - Milutin Čalčevski - Slavko Čerepnalkovski - Darko Knežević - Aleksandar Lazarevski - Gjorgji Martinovski - Milan Medić - Aleksandar Milivojša - Slobodan Mitić - Josif Nikiforović - Dragan Radosavljević - Stojan Ristovski - Sašo Strezovski - Dušan Sučević - Dimitar Trpezanovski - Florian Miftari - Sead Šehović - Dimitar Karadžovski - Riste Stefanov - Bojan Atanasoski - Edmond Azemi - Vlastimir Nožinić - Jovan Zdravevski - Muhamed Thaci - Aleksandar Ćapin - Toni Simić - Nenad Zivčević - Ivan Marinković - Bojan Atanasoski - Charlon Kloof - Jourdan DeMuynck - Jeremiah Massey |  |

## Entrenadores
| - Aleksandar Todorov - Aleksandar Petrović - Aleksandar Knjazev - Marjan Lazovski - Mitko Lukovski - Janko Lukovski - Lazar Lečić - Taki Džikov - Steruli Andonovski | - Blagoja Georgievski - Bobi Mitev - Vrbica Stefanov - Vasil Kafedžiski - Ante Dukovski - Igor Gacov - Aleksandar Jončevski - Boris Sokolovski - Aleksandar Domlevski | - Marin Dokuzovski - Slobodan Ivković - Vlada Vukoičić - Dražen Dalipagić - Peca Jačimović - Miodrag Baletić - Aleš Pipan - Zoran Martič - Zmago Sagadin |  |

## Capitanes del equipo
| Temporadas | Nombre             |
| ---------- | ------------------ |
| 1993–1994  | Slobodan Mitić     |
| 1994–1996  | Vlatko Vladičevski |
| 1996–1998  | Vrbica Stefanov    |
| 1998–2004  | Gjorgje Vojnović   |
| 2004–2005  | Gjorgji Knjazev    |
| 2005–2007  | Dimče Gaštarski    |
| 2007–2008  | Jane Petrovski     |
| 2008–2009  | Pero Blazevski     |
| 2009–2010  | Filip Gjorevski    |
| 2010–2011  | Jane Petrovski     |
| 2011–2012  | Toni Grnčarov      |
| 2012–2013  | Todor Gečevski     |
| 2013–2014  | Todor Gečevski     |
| 2014–2015  | Uroš Lučić         |
| 2015–2016  | Damjan Stojanovski |